# Jacksonia thesioides
Jacksonia thesioides är en ärtväxtart som beskrevs av George Bentham. Jacksonia thesioides ingår i släktet Jacksonia och familjen ärtväxter. Inga underarter finns listade i Catalogue of Life.